# Ranikhet
Ranikhet is een kantonnement in het district Almora van de Indiase staat Uttarakhand. 

## Demografie
Volgens de Indiase volkstelling van 2001 wonen er 19.049 mensen in Ranikhet, waarvan 61% mannelijk en 39% vrouwelijk is. De plaats heeft een alfabetiseringsgraad van 83%. 

## Geboren
- Brian Horrocks (1895-1985), Brits luitenant-generaal